# Pleurotroppopsis maculatipennis
Pleurotroppopsis maculatipennis är en stekelart som beskrevs av Girault 1913. Pleurotroppopsis maculatipennis ingår i släktet Pleurotroppopsis och familjen finglanssteklar. Inga underarter finns listade i Catalogue of Life.